# Fanfarenzug der Niederburg Konstanz

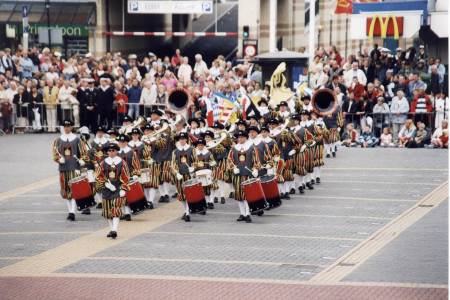
Der Fanfarenzug der Niederburg bei den Flottentagen der königlichen Marine aus Holland in Den Helder

Der Fanfarenzug der Niederburg wurde im Jahr 1948 in Konstanz gegründet und ist damit der älteste, noch existierende Fanfarenzug der Stadt.
Konstanz entstand in der Mitte des ersten Jahrhunderts nach Christus und wurde erst später nach dem römischen Kaiser Constantius II. benannt, der zu jener Zeit, nördlich des Sees, einen Feldzug führte. Am 20. Oktober 1417, zu Zeiten des Konstanzer Konzils, erhielt die Stadt von König Sigismund das Privileg, sich eigene Trompeter zu halten. Auf dieser historischen Grundlage gründete und etablierte Werner Friedrich Breyer den Fanfarenzug. Niederburg (lat.: inferior pars urbis) ist der älteste Stadtteil von Konstanz.
Während der Gründungszeit des Fanfarenzugs kurz nach dem Zweiten Weltkrieg war Konstanz noch französisch besetzt. Die Gründungsmitglieder um Werner F. Breyer mussten mehrmals das Versammlungsverbot und das Verbot des Spielens von Signalinstrumenten nach dem Krieg umgehen. Da Instrumente für die Öffentlichkeit größtenteils nicht zugänglich waren, wurden sie illegal beschafft. Oftmals wurden aufgrund dessen Arreststrafen verhängt. Doch der Verein blieb am Leben und trat in der Folgezeit vor allem in der näheren Umgebung auf. Unter dem Namen der seit 1884 existierenden Narrengesellschaft Niederburg war der Fanfarenzug besonders zur Zeit der Fasnacht gern gesehen. Bis heute sind die Narrengesellschaft und der Fanfarenzug aktive Bestandteile der Konstanzer und Hegau-Bodensee-Fastnacht. Die besondere Bekleidung des Korps ist an eine Landsknechtuniform angelehnt, dessen Schnitt aus der Zeit um 1600 stammt. Zum Teil ist sie auch im Fahnenbuch des Jakob Köbel (1544) abgebildet. Darin befinden sich ebenfalls Nachweise von Fahnenschwingern in der Stadt Konstanz. Eine weitere Abteilung der Narrengesellschaft Niederburg vertritt diese historische Tradition: die Fahnenschwinger der Niederburg, die auch über die Landesgrenze hinaus sehr erfolgreich sind.
Der Fanfarenzug umfasst durchschnittlich vierzig Musiker aller Altersklassen, wobei – auch im modernen Bereich – besonderen Wert auf das Erlernen und Spielen von Naturtoninstrumenten gelegt wird. Hiermit fällt der Musikzug nicht unter die Kategorie der Ventilinstrumente. Das Repertoire besteht, neben traditionellen und klassischen Fanfarenstücken, aus modernen und aufwendigen Kompositionen, u. a. von Ruud Böhmer, Sandrie Egberts, Krijin Smits, Theo Smits und einigen mehr. Die Grundlage der Instrumentierung bilden die Fanfare, das Parforcehorn, das Sousaphon, die Marschtrommel und die Landsknechtstrommel. Ergänzt wird ihr Klang häufig von weiteren Rhythmusinstrumenten. Mit Musikseminaren, Probeeinsätzen und diversen nationalen und internationalen Auftritten ist der Fanfarenzug der Niederburg das ganze Jahr über aktiv und präsent. Viele Auslandsauftritte und Erfolge bei Wertungsspielen erhöhten und festigten sein nationales und internationales Renommee.
In Kirchen und während Gottesdiensten, auf Umzügen und Konzerten aller Art, auf kulturellen und traditionellen Veranstaltungen und in der Fasnachtszeit ist der Fanfarenzug der Niederburg zu sehen und zu hören.
Das Probelokal des Fanfarenzugs ist gleichzeitig auch das Tor zum namensgebenden Stadtteil Niederburg. Der Rheintorturm in Konstanz.

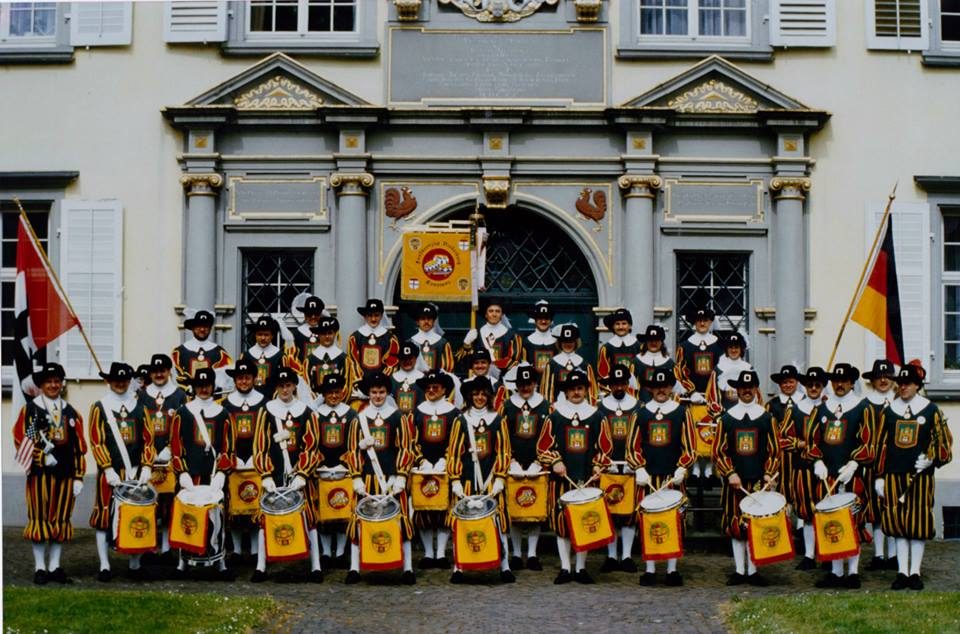
Der Fanfarenzug der Niederburg Konstanz zu seinem 40-jährigen Bestehen

## Auszeichnungen
- 8-facher Sieger beim International Cup von Nordholland
- Sieger beim Internationalen Championscup von Weyhausen
- Vizemeister des Internationalen Deutschlandpokals
- Goldmedaille mit „Prädikat“ beim European Open Championship
- 6-facher Landesmeister Baden-Württembergs
- Goldmedaille bei der Deutschen Meisterschaft 2016